# Eric Franke
Eric Franke (ur. 16 sierpnia 1989) – niemiecki bobsleista, srebrny medalista olimpijski w czwórkach z 2018.
Wcześniej był sprinterem, startował na dystansie 100 i 200 metrów. Treningi bobslejowe rozpoczął w 2012, starty w kadrze narodowej w 2014. Zawody w Pjongczangu były jego pierwszymi igrzyskami olimpijskimi i zajął drugie miejsce w rywalizacji czwórek. Załogę boba tworzyli również Nico Walther, Kevin Kuske, Alexander Rödiger. W 2015 został mistrzem świata juniorów w dwójce. Ma w dorobku brąz mistrzostw świata w 2017 w czwórkach oraz srebro mistrzostw Europy w tym samym roku.